# Mitrophrys
Mitrophrys là một chi bướm đêm thuộc họ Noctuidae.

## Loài
- Mitrophrys ansorgei Rothschild, 1897
- Mitrophrys barnsi Joicey & Talbot, 1921
- Mitrophrys gynandra Jordan, 1913
- Mitrophrys kenyamagaribae Stoneham, 1963
- Mitrophrys latreillii Herrich-Schäffer, [1853]
- Mitrophrys magna Walker, 1854
- Mitrophrys menete Cramer, [1775]